# Nyceryx tacita
Nyceryx tacita är en fjärilsart som beskrevs av Druce 1888. Nyceryx tacita ingår i släktet Nyceryx och familjen svärmare. Inga underarter finns listade i Catalogue of Life.